# النيربية
النيربية  قرية سوريّة تتبع إداريّاً لمحافظة حلب منطقة الباب ناحية مركز الباب، بلغ تعداد سكانها 416 نسمة حسب التعداد السكاني لعام 2004.